# Сан-Бернардо-алле-Терме (титулярная церковь)
Титулярная церковь Сан-Бернардо-алле-Терме-Диоклециане (лат. Titulus Sancti Bernardi ad Thermas) — титулярная церковь была создана Папой Климентом X 19 мая 1670 года, заменив собой упразднённую титулярную диаконию Сан-Сальваторе-ин-Лауро. Титул принадлежит церкви Святого Бернарда в термах Диоклетиана, построенная в 1598 году в ротонде Терм Диоклетиана и переданная французским цистерцианцам, расположенной в районе Рима Кастро-Преторио, рядом с современной площадью Республики, на виа Торино. Расходы на её строительство взяла на себя Катерина Нобили Сфорца, племянница Папы Юлия III. В настоящее время церковью управляют цистерцианцы Конгрегации Сан-Бернардо.

## Список кардиналов-священников титулярной церкви Сан-Бернардо-алле-Терме-Диоклециане
- Джованни Бона, O.Cist. — (19 мая 1670 — 28 октября 1674, до смерти);
- Галеаццо Марескотти — (23 марта 1676 — 22 сентября 1681, назначен кардиналом-священником Санти-Кирико-э-Джулитта);
  - вакантно (1681—1690);
- Джамбаттиста Костагути — (10 апреля 1690 — 12 ноября 1691, назначен кардиналом-священником Сант-Анастазия);
- Урбано Саккетти — (22 декабря 1693 — 14 января 1704, назначен кардиналом-священником Санта-Мария-ин-Трастевере);
- Лоренцо Казони — (25 июня 1706 — 21 января 1715, назначен кардиналом-священником Сан-Пьетро-ин-Винколи);
- Франческо Барберини младший — (6 мая 1715 — 11 мая 1718, назначен кардиналом-священником Санта-Прасседе);
  - вакантно (1718—1721);
- Бернардо Мария Конти, O.S.B.Cas. — (16 июля 1721 — 23 апреля 1730, до смерти);
- Анри-Понс де Тиар де Бисси — (14 августа 1730 — 26 июля 1737, до смерти);
  - вакантно (1737—1738);
- Доменико Сильвио Пассионеи — (23 июля 1738 — 17 февраля 1755, назначен кардиналом-священником Санта-Прасседе), in commendam (17 февраля 1755 — 5 июля 1761, до смерти);
- Иньяцо Микеле Кривелли — (17 августа 1761 — 29 февраля 1768, до смерти);
  - вакантно (1768—1773);
- Дженнаро Антонио де Симоне — (19 апреля 1773 — 16 декабря 1780, до смерти);
- Джузеппе Мария Капече Дзурло, Theat. — (17 февраля 1783 — 31 декабря 1801, до смерти);
  - вакантно (1801—1804);
- Карло Оппиццони — (28 мая 1804 — 8 июля 1839, назначен кардиналом-священником Сан-Лоренцо-ин-Лучина);
- Филиппо Де Анджелис — (11 июля 1839 — 20 сентября 1867, назначен кардиналом-священником Сан-Лоренцо-ин-Лучина);
  - вакантно (1867—1875);
- Виктор-Огюст-Изидор Дешам, C.SS.R. — (31 марта 1875 — 29 сентября 1883, до смерти);
  - вакантно (1883—1885);
- Франческо Баттальини — (30 июля 1885 — 8 июля 1892, до смерти);
  - вакантно (1892—1893);
- Джузеппе Сарто — (15 июня 1893 — 4 августа 1903, избран Папой Пием X);
- Эмидио Тальяни — (12 ноября 1903 — 24 августа 1907, до смерти);
- Пьетро Гаспарри — (19 декабря 1907 — 22 января 1915, назначен кардиналом-священником Сан-Лоренцо-ин-Лучина, in commendam (22 января 1915 — 9 ноября 1915);
- Джованни Кальеро, S.D.B. — (9 декабря 1915 — 16 декабря 1920, назначен кардиналом-епископом Фраскати);
  - вакантно (1920—1923);
- Акилле Локателли — (25 мая 1923 — 5 апреля 1935, до смерти);
- Альфред-Анри-Мари Бодрийяр, Orat. — (19 декабря 1935 — 19 мая 1942, до смерти);
- Клеменс Август фон Гален — (22 февраля — 22 марта 1946, до смерти);
- Жорж Грант — (15 января 1953 — 5 мая 1959, до смерти);
- Алоизиус Джозеф Мюэнк — (17 декабря 1959 — 15 февраля 1962, до смерти);
- Рауль Сильва Энрикес, S.D.B. — (22 марта 1962 — 9 апреля 1999, до смерти);
- Мар Варкай Витхаятхил, C.SS.R. — (21 февраля 2001 — 1 апреля 2011, до смерти);
- Георг Аленчерри — (18 февраля 2012 — по настоящее время).